# Goodenia viscida
Goodenia viscida är en tvåhjärtbladig växtart som beskrevs av Robert Brown. Goodenia viscida ingår i släktet Goodenia och familjen Goodeniaceae. Inga underarter finns listade i Catalogue of Life.